# Campeonato Mundial de Hóquei no Gelo de 1970
O Campeonato Mundial de Hóquei no Gelo de 1970 foi a 37ª edição do torneio. 21 países participaram em 3 diferentes divisões ou Grupos:
Grupo A em Estocolmo, Suécia, 14 a 30 de março de 1970
Grupo B em Bucareste, Romênia, 24 de fevereiro a 5 de março de 1970
Grupo C em Galaţi, Romênia, 13 a 22 de fevereiro de 1970
Pelo oitavo ano seguido,  a União Soviética venceu o torneio do Grupo A. Originalmente o torneio foi marcado para acontecer em Montreal e Winnipeg, no Canadá. Todavia, após uma disputa sobre a permissão de jogadores profissionais em torneios internacionais, a equipe canadense desistiu de sediar e de competir no hóquei internacional. Eles não retornariam às competições até 1977. Esse também foi o primeiro torneio em que o uso de capacete se tornou obrigatório para os jogadores.

## Campeonato Mundial Grupo A (Suécia)
| 37. | Campeonato Mundial | URS  | SWE  | TCH  | FIN  | GDR   | POL   | V | E | D | GP-GC | Pts |
| 1.  | União Soviética    | ***  | 2:4* | 3:1* | 2:1* | 12:1* | 7:0*  | 9 | 0 | 1 | 68:11 | 18  |
| 2.  | Suécia             | 1:3  | ***  | 5:4* | 1:3* | 6:1*  | 11:0* | 7 | 1 | 2 | 45:21 | 15  |
| 3.  | Tchecoslováquia    | 1:5  | 2:2  | ***  | 9:1* | 4:1*  | 6:3*  | 5 | 1 | 4 | 47:30 | 11  |
| 4.  | Finlândia          | 1:16 | 3:4  | 5:3  | ***  | 1:0*  | 9:1*  | 5 | 0 | 5 | 31:40 | 10  |
| 5.  | Alemanha Oriental  | 1:7  | 2:6  | 3:7  | 4:3  | ***   | 2:2*  | 2 | 1 | 7 | 20:50 | 5   |
| 6.  | Polônia            | 0:11 | 1:5  | 2:10 | 0:4  | 2:5   | ***   | 0 | 1 | 9 | 11:70 | 1   |

- Polônia rebaixada para o Grupo B.

| 48. | Campeonato Europeu |
| 1.  | União Soviética    |
| 2.  | Suécia             |
| 3.  | Tchecoslováquia    |
| 4.  | Finlândia          |
| 5.  | Alemanha Oriental  |
| 6.  | Polônia            |

 Tchecoslováquia –   Polônia	6:3  (2:1, 3:1, 1:1)
14 de março de 1970 – Estocolmo

Artilheiros: Machač, Martinec, Suchý, Haas, Kochta, Nedomanský – Czachowski, Goralczyk,  Kacik.
 União Soviética –  Finlândia   2:1 (0:0, 0:0, 2:1)
14 de março de 1970 – Estocolmo

Artilheiros: Maltsev, Petrov - Leimu.
 Suécia  –  Alemanha Oriental  6:1 (1:0, 2:1, 3:0)
14 de março de 1970 – Estocolmo

Artilheiros: Stig-Göran Johansson 2, Svedberg, Sjöbrg, Stefan Karlsson, Wickberg – Bielas.
 Finlândia –  Polônia  9:1 (2:1, 1:0, 6:0)
15 de março de 1970 – Estocolmo

Artilheiros: Leimu 3, Murto 2, Ketola, Jorma Peltonen, Mononen, Vehmanen – Goralczyk.
 União Soviética –  Alemanha Oriental  12:1 (3:0, 3:1, 6:0)
15 de março de 1970 – Estocolmo

Artilheiros: Maltsev 4, Mišakov 3, Firsov, Vikulov, Charlamov, Staršinov, Petrov – Joachim Ziesche.
 Tchecoslováquia –  Suécia	4:5   (2:2, 1:1, 1:2)
15 de março de 1970 – Estocolmo

Artilheiros: Suchý 2, Machač, Kochta – N. Johansson, Abrahamsson, Nilsson, S. G. Johansson, Hedberg.

Árbitros: Sillankorva (FIN), Karandin (URS)
 Finlândia –  Alemanha Oriental  1:0 (1:0, 0:0, 0:0)
16 de março de 1970 – Estocolmo

Artilheiro: Jorma Peltonen.
 Tchecoslováquia –  Alemanha Oriental	4:1  (2:0, 0:0, 2:1)
17 de março de 1970 – Estocolmo

Artilheiros: Haas 2, Nedomanský, Suchý – Karrenbauer.
 União Soviética –  Polônia  7:0 (2:0, 5:0, 0:0)
17 de março de 1970 – Estocolmo

Artilheiros:  Vikulov 3, Maltsev 2, Michajlov, Firsov.
 Suécia –  Finlândia  1:3 (0:2, 1:1, 0:0)
17 de março de 1970 – Estocolmo

Artilheiros: Stefan Karlsson – Linnonmaa, Rantasila, Keinonen.   
 Tchecoslováquia –  União Soviética	1:3   (0:1, 1:0, 0:2)
18 de março de 1970 – Estocolmo

Artilheiros: Kochta – Maltsev, Vikulov, Nikitin.

Árbitros: Dahlberg (SWE), Sillankorva (FIN)	 
 Suécia –  Polônia  11:0 (4:0, 2:0, 5:0)
19 de março de 1970 – Estocolmo

Artilheiros: Hans Lindberg 3, Palmqvist 2, Tord Lundström 2, Abrahamsson, Stefan Karlsson, Sterner,  Lars-Göran Nilsson. 
 Tchecoslováquia –  Finlândia 	9:1  (1:0, 5:1, 3:0)
20 de março de 1970 – Estocolmo

Artilheiros: Suchý 3, Nedomanský 3, Ševčík, Jar. Holík, Haas – Keinonen.
 Suécia –  União Soviética 4:2 (1:1, 2:0, 1:1)
20 de março de 1970 – Estocolmo

Artilheiros: Arne Carlsson, Lundström, Palmqvist, Lars-Göran Nilsson - Charlamov,  Staršinov.
 Alemanha Oriental –  Polônia  2:2 (1:0, 1:1, 0:1)
21 de março de 1970 – Estocolmo

Artilheiros: Helmut Novy, Noack - Migacz, Bialynicki.
 União Soviética –  Finlândia  16:1 (5:0, 8:0, 3:1)
22 de março de 1970 – Estocolmo

Artilheiros: Michajlov 3, Charlamov 3, Maltsev 2,  Alexandr Jakušev 2, Firsov 2, Petrov, Vikulov, Polupanov, Staršinov - Keinonen.
 Tchecoslováquia –  Polônia	10:2  (5:0, 2:2, 3:0)
22 de março de 1970 – Estocolmo

Artilheiros: Martinec 2, Jiří Holík 2, Nedomanský, Haas, Ševčík, Pospíšil, Suchý, Jar. Holík – Bialynicki 2.
 Suécia -  Alemanha Oriental  6:2 (1:1, 3:1, 2:0)
23 de março de 1970 – Estocolmo

Artilheiros: Lars-Göran Nilsson 2, Stefan Karlsson, Lundström, Lindberg, Hedberg - Dietmar Peters, Plotka.
 União Soviética –  Alemanha Oriental 7:1 (4:0, 0:1, 3:0)
24 de março de 1970 – Estocolmo

Artilheiros: Michajlov, Charlamov, Firsov, Staršinov, Alexandr Jakušev, Mišakov 2 - Slapke.
 Finlândia –  Polônia   4:0 (1:0, 2:0, 1:0)
24 de março de 1970 – Estocolmo

Artilheiros: Murto 2, Oksanen, Ketola.
 Tchecoslováquia –  Suécia 	2:2   (0:1, 1:0, 1:1)
24 de março de 1970 – Estocolmo

Artilheiros: Prýl, Hrbatý – Palmqvist, S. G. Johansson.

Árbitros: Karandin (URS), Wycisk (POL)		  
 Tchecoslováquia –  Alemanha Oriental	7:3  (3:0, 1:1, 3:2)
25 de março de 1970 – Estocolmo

Artilheiros: Nedomanský 3, Jiří Holík 2, Ševčík, Pospíšil – Joachim Ziesche, Bielas,  Fuchs.
 União Soviética –  Polônia  11:0 (3:0, 6:0, 2:0)
25 de março de 1970 – Estocolmo

Artilheiros: Maltsev 4, Michajlov 2, Polupanov 2, Charlamov, Mišakov, Šadrin.
 Suécia –  Finlândia  4:3 (1:0, 0:2, 3:1)
26 de março de 1970 – Estocolmo

Artilheiros: Stefan Karlsson 2, Wickberg, Stig-Göran Johansson - Linnonmaa, Leimu,  Mononen.
 Tchecoslováquia –  União Soviética	1:5   (0:2, 0:2, 1:1)
27 de março de 1970 – Estocolmo

Artilheiros: Hrbatý – Vikulov 2, Staršinov, Petrov, Firsov.

Árbitros: Sillankorva (FIN), Wycisk (POL)	
 Alemanha Oriental –  Finlândia 4:3 (1:0, 0:3, 3:0)
28 de março de 1970 – Estocolmo

Artilheiros: Dietmar Peters, Prusa, Joachim Ziesche, Braun - Mononen, Oksanen, Ketola.
 Suécia –  Polônia  5:1 (4:0, 1:0, 0:1)
28 de março de 1970 – Estocolmo

Artilheiros: Olsson 2, Abrahamsson, Wickberg, Lundström – Migacz.
 Alemanha Oriental –  Polônia  5:2 (1:1, 0:1, 4:0)
28 de março de 1970 – Estocolmo

Artilheiros: Prusa, Nickel, Plotka, Hiller 2 - Bialynicki,  Goralczyk.
 Tchecoslováquia –  Finlândia 	3:5  (0:2, 2:2, 1:1)
30 de março de 1970 – Estocolmo

Artilheiros: Nedomanský, Ševčík, R. Farda – Keinonen, Ketola, Murto, Rantasila, Jorma Peltonen.
 Suécia –  União Soviética 1:3 (0:0, 1:2, 0:1)
30 de março de 1970 – Estocolmo

Artilheiros: Wickberg - Vikulov, Petrov, Maltsev.

## Estatísticas do Grupo A e Elencos
|    | Maiores Pontuadores | Gols | Assistênciass | Pontos |
| -- | ------------------- | ---- | ------------- | ------ |
| 1. | Alexander Maltsev   | 15   | 6             | 21     |
| 2. | Václav Nedomanský   | 10   | 7             | 17     |
| 3. | Anatoli Firsov      | 6    | 10            | 16     |
| 4. | Jan Suchý           | 8    | 7             | 15     |
| 5. | Vladimir Vikulov    | 10   | 4             | 14     |

| Melhor Goleiro  | Urpo Ylönen       |
| Melhor Defensor | Lennart Svedberg  |
| Melhor Atacante | Alexander Maltsev |

Seleção do Campeonato
| Goleiro      | Viktor Konovalenko |
| Defesa       | Lennart Svedberg   |
| Defesa       | Jan Suchý          |
| Asa Esquerda | Anatoli Firsov     |
| Centro       | Václav Nedomanský  |
| Asa Direita  | Alexander Maltsev  |

Elencos
1.  URSS

Goleiros: Viktor Konovalenko, Vladislav Treťjak. 

Defensores: Vitalij Davidov, Valerij Vasiljev,  Alexander Ragulin, Vladimir Lutčenko, Igor Romiševskij, Jevgenij Paladjev, Valerij Nikitin.

Atacantes: Boris Michajlov, Vladimir Petrov, Valerij Charlamov, Vladimir Vikulov, Viktor Populanov, Anatoli Firsov, Alexander Maltsev, Vjačeslav Staršinov, Jevgenij Mišakov, Alexandr Jakušev, Vladimir Šadrin, Vladimir Šapovalov.

Treinadores: Arkadij Černyšev, Anatolij Tarasov.

2.  SUÉCIA

Goleiros: Leif Holmqvist, Gunnar Bäckman. 

Defensores:  Thommy Abrahamsson, Arne Carlsson, Anders Hagström, Nils Johansson,  Kjell-Rune Milton, Lars-Erik Sjöberg, Lennart Svedberg. 

Atacantes: Anders Hedberg, Stig-Göran Johansson, Stefan Karlsson, Hans Lindberg, Tord Lundström, Lars-Göran Nilsson, Anders Nordin, Roger Olsson, Björn Palmqvist, Ulf Sterner, Håkan Wickberg.

Treinador: Arne Strömberg.

3.  TCHECOSLOVÁQUIA

Goleiros: Vladimír Dzurilla, Miroslav Lacký.

Defensores: Jan Suchý, Josef Horešovský, Oldřich Machač, František Pospíšil, Vladimír Bednář, Lubomír Ujváry.

Atacantes: Vladimír Martinec, Richard Farda, Josef Černý, Jan Hrbatý, Jaroslav Holík, Jiří Holík, Július Haas, Václav Nedomanský, Jiří Kochta, František Ševčík, Ivan Hlinka, Stanislav Prýl.

Treinadores: Jaroslav Pitner, Vladimír Kostka. 
4.   FINLÂNDIA

Goleiros: Urpo Ylönen, Jorma Valtonen.

Defensores e Atacantes: Seppo Lindström, Ilpo Koskela, Juha Rantasila, Heikki Riihiranta, Pekka Marjamäki, Lalli Partinen, Pekka Leimu, Jorma Peltonen, Lasse Oksanen, Jorma Vehmanen, Veli-Pekka Ketola, Matti Keinonen, Väinö Kalkka, Matti Murto, Esa Peltonen, Juhani Tamminen, Harri  Linnonmaa, E. Ryiharta, Lauri Mononen.

Treinadores: Seppo Liitsola, Matias Helenius.  
5.    ALEMANHA ORIENTAL

Goleiros: Claus Hirsche, Dieter Pürschel.

Defensores e Atacantes: Dietmar Peters, Frank Braun, Wolfgang Plotka, Peter Slapke, Bernd Karrenbauer, Dieter Dewitz, Rüdiger Noack, Hartmut Nickel, Joachim Ziesche, Wilfried Rohrbach, Rainer Patschinski, Bernd Hiller, Lothar Fuchs, Reinhard Karger, Dieter Röhl, Helmut Nowy, Rolf Bielas, Peter Prusa.

Treinador: Rudi Schmiede.

6.    POLÔNIA

Goleiros: Walery Kosyl, Andrzej Tkacz.

Defensores e Atacantes: Andrzej Slowakiewicz, Ludwik Czachowski, Robert Goralczyk, Marian Feter, Walenty Zietara, J. Stefaniak, Tadeusz Kacik, M. Kajzerek, K. Bialynicki, Tadeusz Obloj, Wlodzimirz Komorski, Feliks Goralzcyk, Bogdan Migacz, J. Modzelewski, St. Szewczyk, Czyslaw Ruchala, Mieczyslaw Jaskierski, Tadeusz Malicki, Stanislaw Fryzlewicz.

Treinador:  A. Jegorov.

## Campeonato Mundial Grupo B (Romênia)
|     |                | USA  | GER  | NOR | YUG | JPN  | SUI  | ROM | BUL  | V | E | D | GP-GC | Pts |
| 7.  | Estados Unidos | ***  | 5:2  | 9:2 | 5:1 | 11:1 | 12:3 | 9:1 | 19:1 | 7 | 0 | 0 | 70:11 | 14  |
| 8.  | Alemanha       | 2:5  | ***  | 3:0 | 6:3 | 3:1  | 3:1  | 5:2 | 13:1 | 6 | 0 | 1 | 34:13 | 12  |
| 9.  | Noruega        | 2:9  | 0:3  | *** | 3:3 | 5:5  | 4:2  | 4:3 | 8:3  | 4 | 0 | 3 | 26:28 | 8   |
| 10. | Iugoslávia     | 1:5  | 3:6  | 3:3 | *** | 8:2  | 6:3  | 3:4 | 6:0  | 3 | 1 | 3 | 30:23 | 7   |
| 11. | Japão          | 1:11 | 1:2  | 5:5 | 2:8 | ***  | 3:2  | 8:4 | 11:2 | 3 | 1 | 3 | 31:34 | 7   |
| 12. | Suíça          | 3:12 | 1:3  | 2:4 | 3:6 | 2:3  | ***  | 7:1 | 4:2  | 2 | 0 | 5 | 22:31 | 4   |
| 13. | Romênia        | 1:9  | 2:5  | 3:4 | 4:3 | 4:8  | 1:7  | *** | 6:2  | 2 | 0 | 5 | 21:38 | 4   |
| 14. | Bulgária       | 1:19 | 1:13 | 3:8 | 0:6 | 2:11 | 2:4  | 2:6 | ***  | 0 | 0 | 7 | 11:67 | 0   |

- Romênia e Bulgária rebaixadas ao Grupo C

| Vencedores do Grupo B: |
| Estados Unidos Carl Wetzel Mike Curran Gary Johnson Charlie Brown George Konik Jim McElmury Bruce Riutta Don Ross Herb Brooks Gary Gambucci Bryan Grand Leonard Lilyholm Henry Boucha Bob Lindberg Pete Markle Keith Christiansen Ozzie O'Neill Craig Patrick Larry Stordahl |

| Melhor Goleiro  | Anton Kehle  |
| Melhor Defensor | George Konik |
| Melhor Atacante | Takao Hikigi |

Seleção do Campeonato
| Goleiro      | Anton Kehle      |
| Defesa       | Don Ross         |
| Defensa      | George Konik     |
| Asa Esquerda | Hideaki Kurokawa |
| Centro       | Ernst Köpf       |
| Asa Direita  | Gary Gambucci    |

 Iugoslávia –  Alemanha  3:6 (1:1, 1:2, 1:3)
24 de fevereiro de 1970 – Bucareste
 Estados Unidos –  Japão  11:1 (4:1, 3:0, 4:0)
24 de fevereiro de 1970 – Bucareste
 Suíça -  Bulgária  4:2 (2:1, 1:0, 1:1)
24 de fevereiro de 1970 – Bucareste
 Noruega  -  Romênia   4:3 (2:0, 2:0, 0:3)
24 de fevereiro de 1970 – Bucareste
 Estados Unidos -  Bulgária  19:1 (6:1, 7:0, 6:0)
25 de fevereiro de 1970 – Bucareste
 Alemanha –  Japão  2:1 (1:0, 0:0, 1:1)
25 de fevereiro de 1970 – Bucareste
 Noruega –  Suíça  4:2 (2:1, 1:1, 1:0)
26 de fevereiro de 1970 – Bucareste
 Iugoslávia –  Romênia  3:4 (0:0, 1:1, 2:3)
26 de fevereiro de 1970 – Bucareste
 Noruega –  Bulgária   8:3 (4:0, 2:2, 2:1)
27 de fevereiro de 1970 – Bucareste
 Estados Unidos –  Iugoslávia 5:1 (2:0, 1:1, 2:0)
27 de fevereiro de 1970 – Bucareste
 Alemanha –  Suíça  3:1 (0:0, 3:0, 0:1)
27 de fevereiro de 1970 – Bucareste
 Romênia  –  Japão  4:8 (0:2, 4:1, 0:5)
27 de fevereiro de 1970 – Bucareste
 Estados Unidos –  Alemanha  5:2 (0:1, 3:1, 2:0)
28 de fevereiro de 1970 – Bucareste
 Japão  –  Bulgária   11:2 (3:1, 4:1, 4:0)
28 de fevereiro de 1970 – Bucareste
 Iugoslávia -  Noruega  3:3 (2:0, 0:1, 1:2)
1 de março de 1970 – Bucareste
 Romênia  -  Suíça  1:7 (0:3, 0:1, 1:3)
1 de março de 1970 – Bucareste
 Alemanha -  Bulgária   13:1 (5:0, 7:0, 1:1)
2 de março de 1970 – Bucareste
 Iugoslávia –  Suíça  6:3 (2:0, 2:2, 2:1)
2 de março de 1970 – Bucareste
 Noruega  –  Japão  5:5 (2:1, 1:1, 2:3)
2 de março de 1970 – Bucareste
 Estados Unidos –  Romênia  9:1 (4:1, 1:0, 4:0)
2 de março de 1970 – Bucareste
 Estados Unidos –  Noruega  9:2 (4:0, 2:1, 3:1)
4 de março de 1970 – Bucareste
 Iugoslávia –  Bulgária  6:0 (1:0, 5:0, 0:0)
4 de março de 1970 – Bucareste
 Japão   –  Suíça  3:2 (2:0, 0:2, 1:0)
4 de março de 1970 – Bucareste
 Alemanha –  Romênia  5:2 (0:1, 1:0, 4:1)
4 de março de 1970 – Bucareste
 Iugoslávia –  Japão   8:2 (6:1, 2:0, 0:1)
5 de março de 1970 – Bucareste
 Estados Unidos –  Suíça  12:3 (2:1, 6:1, 4:1)
5 de março de 1970 – Bucareste
 Alemanha –  Noruega  3:0 (0:0, 3:0, 0:0)
5 de março de 1970 – Bucareste
 Romênia –  Bulgária 6:2 (2:0, 2:0, 2:2)
5 de março de 1970 – Bucareste

## Campeonato Mundial Grupo C (Romênia)
|     |               | AUT  | ITA | FRA  | HUN  | DEN  | NED | BEL  | V | E | D | GP-GC | Pts. |
| 15. | Áustria       | ***  | 3:3 | 7:2  | 3:2  | 4:3  | 9:2 | 11:0 | 5 | 1 | 0 | 37:12 | 11   |
| 16. | Itália        | 3:3  | *** | 4:1  | 3:6  | 3:1  | 6:1 | 8:2  | 4 | 1 | 1 | 27:14 | 9    |
| 17. | França        | 2:7  | 1:4 | ***  | 4:2  | 2:0  | 9:0 | 11:0 | 4 | 0 | 2 | 29:15 | 8    |
| 18. | Hungria       | 2:3  | 6:3 | 2:4  | ***  | 6:2  | 7:1 | 15:2 | 4 | 0 | 2 | 38:15 | 8    |
| 19. | Dinamarca     | 3:4  | 1:3 | 0:0  | 2:6  | ***  | 3:3 | 11:4 | 1 | 1 | 4 | 20:22 | 3    |
| 20. | Países Baixos | 2:9  | 1:6 | 2:9  | 1:7  | 3:3  | *** | 7:1  | 1 | 1 | 4 | 16:35 | 3    |
| 21. | Bélgica       | 0:11 | 2:8 | 0:11 | 2:15 | 4:11 | 1:7 | ***  | 0 | 0 | 6 | 9:63  | 0    |

- Áustria e Itália promovidas ao Torneio do Grupo B.

 Itália –  Dinamarca  3:1 (0:0, 0:0, 3:1)
13 de fevereiro de 1970 – Galati
 Áustria –  França  7:2 (1:0, 2:2, 4:0)
13 de fevereiro de 1970 – Galati
 Hungria –  Países Baixos   7:1 (1:1, 3:0, 3:0)
13 de fevereiro de 1970 – Galati
 Países Baixos   –  França  2:9 (0:6, 0:2, 2:1)
14 de fevereiro de 1970 – Galati
 Itália –  Bélgica  8:2 (1:2, 5:0, 2:0)
14 de fevereiro de 1970 – Galati
 Áustria –  Dinamarca 4:3 (2:3, 2:0, 0:0)
15 de fevereiro de 1970 – Galati
 Países Baixos   –  Bélgica   7:1 (1:1, 4:0, 2:0)
16 de fevereiro de 1970 – Galati
 Itália –  França  4:1 (0:1, 2:0, 2:0)
16 de fevereiro de 1970 – Galati
 Áustria –  Hungria  3:2 (3:1, 0:0, 0:1)
16 de fevereiro de 1970 – Galati
 Áustria –  Bélgica   11:0 (3:0, 3:0, 5:0)
18 de fevereiro de 1970 – Galati
 Países Baixos   –  Dinamarca  3:3 (0:0, 1:2, 2:1)
18 de fevereiro de 1970 – Galati
 Itália –  Hungria  3:6 (1:3, 0:1, 2:2)
18 de fevereiro de 1970 – Galati
 Dinamarca  –  Bélgica  11:4 (4:1, 2:1, 5:2)
19 de fevereiro de 1970 – Galati
 Hungria  –  França  2:4 (0:2, 1:0, 1:2)
19 de fevereiro de 1970 – Galati
 Itália –  Países Baixos   6:1 (3:0, 2:1, 1:0)
19 de fevereiro de 1970 – Galati
 Áustria –  Países Baixos   9:2 (3:1, 4:0, 2:1)
21 de fevereiro de 1970 – Galati
 Hungria  –  Bélgica   15:2 (5:1, 3:0, 7:1)
21 de fevereiro de 1970 – Galati
 Dinamarca  –  França  0:2 (0:0, 0:1, 0:1)
21 de fevereiro de 1970 – Galati
 França  –  Bélgica  11:0 (4:0, 2:0, 5:0)
22 de fevereiro de 1970 – Galati
 Hungria  –  Dinamarca  6:2 (4:2, 1:0, 1:0)
22 de fevereiro de 1970 – Galati
 Áustria –  Itália  3:3 (2:3, 0:0, 1:0)
22 de fevereiro de 1970 – Galati